# Jan Kamenář
Jan Kamenář (28. dubna 1875, Horní Ves – 1. března 1952, Brno) byl moravský pedagog (středoškolský profesor), překladatel z němčiny a publicista, průkopník moderního pojetí básnického překladu esteticky rovnocenného originálu.

## Život

### Mládí a pedagogická činnost
Pocházel z početné rodiny mlynáře Jana Kamenaře a Anny rozené Zapletalíkové. Roku 1896 odmaturoval na klasickém gymnáziu v Kroměříži a pak pokračoval ve studiu oborů němčina a čeština na Filozofické fakultě Univerzity Karlovy, které ukončil roku 1900. Poté učil na středních školách v Kyjově, Karlíně, Přerově, Kroměříži a od roku 1908 v Prostějově, kde by třídním učitelem Jiřího Wolkera, Odtud byl roku 1922 přeložen za komunistickou činnost na gymnázium ve Vyškově, kam z Prostějova dojížděl. V letech roku 1926–1927 opět učil v Prostějově na dívčím reálném gymnáziu a následně až do svého odchodu na odpočinek roku 1936 na Prvním českém gymnáziu v Brně.

### Politická činnost
Již v letech před první světovou válkou se účastnil politického života jako radikální člen České strany lidové (realistické). Roku 1918 vstoupil do Československé sociálně demokratické strany, ve které se připojil na stranu radikální levice a stal se jedním ze zakladatelů Komunistické strany Československa na Prostějovsku. Po zvolení členem prostějovského obecního zastupitelstva se politicky sblížil se sociálně demokratickým vedení města a v září roku 1924 byl z KSČ vyloučen. Když se proti němu postupně postavily všechny komunistické organizace na Prostějovsku, stáhl se z politického života a nadále se věnoval jen pedagogické a překladatelské činnosti.

### Publicistická a překladatelská činnost
Jeho publicistická činnost úzce souvisela s jeho občanskou a politickou aktivitou, která se projevila zejména ve sporech s klerikály v časopisu Ječmínek a s Karlem Dostálem-Lutinovem. V letech 1920–1925 redigoval prostějovský časopis Stráž lidu, orgán opozice v KSČ.
Jeho překladatelská práce začala zase jako doprovod jeho učitelské činnosti. Na rozdíl od lumírovských překladů však usiloval o spojení maximální filologické přesnosti s co nejpřirozenější dikcí, aby jeho překlady vyvolávaly tak silný estetický zážitek, že by čtenáři zcela nahradil četbu originálu. Tím se stal jedním z průkopníků nové etapy v českém překladu. Překládal z němčiny, zvláště výmarské klasiky a významně se podílel na patnáctisvazkovém vydání díla Johanna Wolfganga Goetha z let 1927–1932.

## Výběrová bibliografie

### Překlady
- 1910 – Friedrich Schiller: Vybrané básně
- 1912 – Johan Wolfgang Goethe: Novela; in: 1000 nejlepších novel č. 39
- 1914 – Ulrich Bräker: Chudý člověk z Tockenburska: jeho vlastní vypravování
- 1914 – Johann Wolfgang Goethe: Ballady, znovu 1920
- 1924 – Oskar Kraus: Meyeriáda: humoristický epos z gymnasijního života
- 1927 – Ozvěny: překlady z poesie francouzské, anglické a německé F. Bíbla, J. Hořejšího, J. Kamenáře a B. Pflegera – redigoval Jindřich Hořejší
- 1927 – Hans Sachs: Šprýmy a masopustní hry
- 1930 – Johann Wolfgang Goethe: Básně antického rozměru, pátý svazek patnáctisvazkového vydání Goethova díla, obsahuje i překlady Otokara Fischera
- 1931 – Johann Wolfgang Goethe: Márinka, obsaženo ve čtrnáctém svazku patnáctisvazkového vydání Goethova díla Dramata
- 1931 – Johann Wolfgang Goethe: Z mého života. Báseň i pravda I.–II., dvanáctý svazek patnáctisvazkového vydání Goethova díla
- 1932 – Johann Wolfgang Goethe: Z mého života. Báseň i pravda III.–IV., třináctý svazek patnáctisvazkového vydání Goethova díla
- 1932 – Johann Wolfgang Goethe: Der Zauberlehrling: s osmi českými překlady – s výzdobou Jana Konůpka; prováděl Otto František Babler [překládali Josef Jungmann, Otokar Fischer, Jan Kamenář, Alfréd Fuchs, Jaroslav Vrchlický, Jan Evangelista Nečas, Ladislav Quis]
- 1944 – Schillerovy a Goethovy Básně, výbor
- 1952 – Fridrich Schiller: Píseň o zvonu
- 1966 – Soči; Z Erotik: k 60. výročí smrti Simona Gregorčiče (15. 10. 1844–24. 11. 1906) a k 90. výročí narozenin Ivana Cankara (10. 5. 1876–11. 12. 1918) – Simon Gregorčič, Ivan Cankar; přeložil Jiří Wolker, Vojtěch Měrka a Jan Kamenář; vybral a uspořádal Vojtěch Měrka; strojopis
- 1968 – Černošský Pán Bůh a páni Izraeliti; Starej zákon a proroci – Roark Bradford; přeložil Josef Mach, dvě kapitoly Emanuela Tilschová a Emanuel Tilsch; ilustrovala Helena Zmatlíková; doslov u citované básně z angličtiny přeložil Jan Kamenář a Břetislav Hodek

### Jiné
- Čtenie knězě Benešovy – z rukopisu kapitulní knihovny olomoucké k tisku upravil Vojtěch Měrka; s originálem srovnali J. Kamenář, Fl. Martilík – Prostějov: Buček, 1917
- Městečko Fryšták: od nejstarších dob až po naše časy: paměti starých Fryštačanů a jejich rody – napsal Ludvík Jadrníček [Vilibald Absolon, Břetislav Bakala, Antonín Fischer, Vladimír Fischer, Albert Jadrníček, Jan Kamenář, Leopold Kolíbal, Anna Konečná, Valentin Košut, Josef Krumpholc, Jaroslav Kvapil, Jan Pažout]. Brno: L. Jadrníček, 1933
- Poetická čítanka (1936), úplný soubor souvislé básnické četby české pro sedmou třídu středních škol (Neruda, Vrchlický, Hviezdoslav, Hálek, Sládek, Heyduk, Vajanský, Sládkovič, Havlíček, lidová lyrika), uspořádal společně s Karlem Klusákem a Janem Konečným
- Bohatýrská epika slovanská (1937), junácké zpěvy a ruské byliny; ze srbštiny a ruštiny; upravil společně s Janem Konečným
- Městečko Fryšták: Horní Ves, Dolní Ves, Lukoveček a Vítová – Ludvík Jadrníček – 2. přepracované a rozšířené vydání. Fryšták: Místní osvětová rada, 1947